# Dagmar Hülsenberg

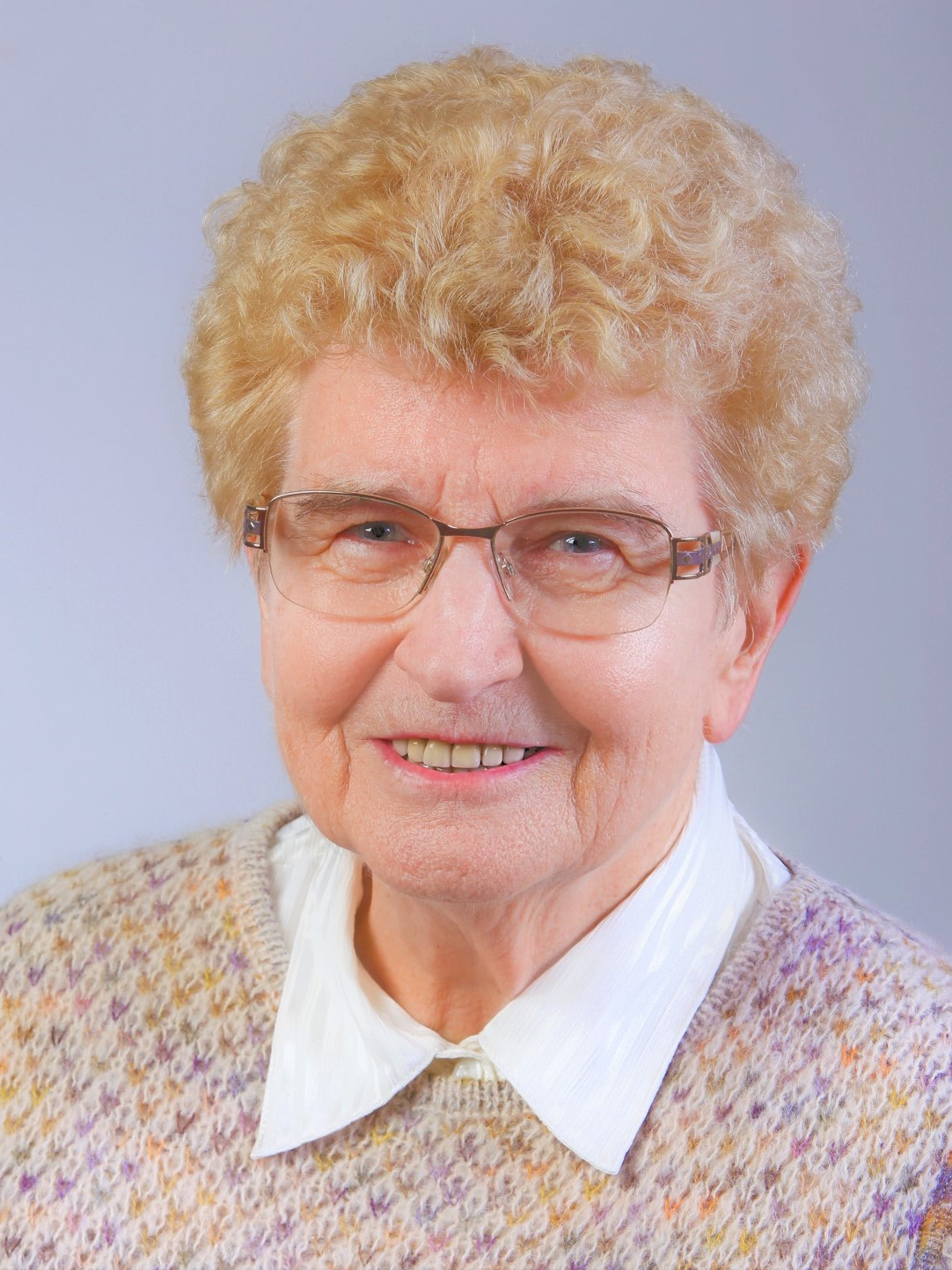
Dagmar Hülsenberg, 2019

Dagmar Hülsenberg (* 2. Dezember 1940  in Sonneberg) ist eine deutsche Werkstoffwissenschaftlerin und Hochschullehrerin. Sie hatte von 1975 bis 2007 den Lehrstuhl für Glas- und Keramikwerkstoffe sowie -technologie an der Technischen Universität Ilmenau inne. Von 1987 bis 1992 war sie letzte Präsidentin der Kammer der Technik.

## Leben
Sie wurde als Dagmar Hinz in Thüringen geboren, ihr Vater Erich Hinz war kaufmännischer Angestellter und ist 1943 im Zweiten Weltkrieg gefallen, ihre Mutter Margarete Hinz, geb. Schneider, erlernte den Beruf einer Putzmacherin und war später als Verkäuferin tätig. In Sonneberg besuchte sie Grund- und Oberschule, nach dem Abitur absolvierte sie zuerst eine Lehre als Facharbeiterin für Technische Keramik und studierte danach von 1960 bis 1965 an der Bergakademie Freiberg Silikathüttenkunde. Während ihres Studiums arbeitete sie für die FDJ-Hochschulleitung und als Fakultäts-FDJ-Sekretär. Ihr Diplom erwarb sie 1965 mit einem Thema zur Feuerfestkeramik bei Professor Theodor Haase (1910–1979).
Anschließend promovierte sie zweifach mit magna cum laude – in Betriebswirtschaft (Dr. rer. oec.) nach Ablegung des Großen Rigorosums (Betreuender Hochschullehrer: Otto Gallenmüller) und in Silikathüttenkunde (Dr.-Ing.; Betreuender Hochschullehrer: Theodor Haase). 1970 ging sie nach Berlin an das Ministerium für Leichtindustrie und 1971 an das Ministerium für Glas- und Keramikindustrie. Dort war sie u. a. an der Ausarbeitung des Planes für Wissenschaft und Technik dieser Ministerien beteiligt.
1975 wechselte Dagmar Hülsenberg zur Technischen Hochschule Ilmenau und wurde mit 34 Jahren die damals jüngste Professorin der DDR am neuen Lehrstuhl „Glas- und Keramikwerkstoffe sowie -technologie“. Sie hatte diese Professur für insgesamt 32 Jahre bis März 2007 inne.
Von 1984 bis 1990 war Dagmar Hülsenberg Mitglied des Forschungsrates der DDR. 1989 wurde sie korrespondierendes Mitglied der Akademie der Wissenschaften der DDR. Seit 1986 ist sie Mitglied der Sächsischen Akademie der Wissenschaften zu Leipzig (SAW), von 2004 bis 2011 als Mitglied des Präsidiums.
Zwischen 1976 und 1987 war Hülsenberg Vorsitzende des Fachverbandes Silikattechnik in der Kammer der Technik. Nach dem Tod des damaligen Präsidenten Manfred Schubert war sie von 1987 bis 1992 vorletzte Präsidentin der Kammer der Technik (KDT), des 300 000 Mitglieder zählenden Ingenieurverbandes der DDR. Ihr folgte von 1992 bis zu deren Auflösung Peter-Klaus Budig als Präsident des daraus hervorgegangenen „Ingenieurtechnischen Verbands KDT e. V.“.
Seit 2000 ist Dagmar Hülsenberg Mitglied der Humboldt-Gesellschaft für Wissenschaft, Kunst und Bildung e. V. Seit 2002 gehört sie deren Akademischem Rat an. Sie koordinierte ihn von 2007 bis 2018 und war in dieser Zeit auch Mitglied des Präsidiums. Sie edierte 21 Bände der Abhandlungen der Humboldt-Gesellschaft. Im Jahr 2019 wurde ihr die Ehrenmitgliedschaft der Humboldt-Gesellschaft für Wissenschaft, Kunst und Bildung e. V. verliehen.
In den über 30 Jahren als Hochschullehrerin hat sie rund 200 Diplomanden sowie 42 Doktoranden bzw. Habilitanden betreut, darunter sind 12 Frauen, für deren Förderung sie sich besonders engagiert hatte.
Ihre umfangreichen Forschungen befassten sich mit der Formgebung von Glas sowie der Mess- und Automatisierungstechnik in der Glasindustrie, wofür die fachliche Profilierung der TH Ilmenau gute Voraussetzungen geboten hat. Darunter befanden sich sensorgeführte Anlagen zur Skalierung gläserner Mess- und Vollpipetten, zur Thermometerjustierung, zur Bremslampenherstellung und zum Verputzen von Durchbruchporzellan. Nach der deutschen Wiedervereinigung von 1990 war infolge des Wegbrechens der regionalen Glas- und Keramikindustrie sowie der verstärkten Hinwendung der inzwischen zur Technischen Universität Ilmenau gewandelten Hochschule u. a. zur Mikro- und Nanotechnik auch für die nunmehrige C4-Professorin die Mikrostrukturierung von Gläsern das Hauptfeld der Forschung geworden. Ebenso wichtige Rollen spielten die Herstellung einkristalliner oxidischer Mikro- und Nanopulver, oxidische Glasverbundwerkstoffe und die elektromagnetische Beeinflussung von Glasschmelzen.
Hülsenberg hat ihre wissenschaftlichen Ergebnisse in rund 200 Veröffentlichungen niedergelegt, darunter in mehreren speziellen Fachbüchern, und sie hat die Resultate auch in zahlreichen Vorträgen im In- und Ausland präsentiert.
Nach Beendigung des offiziellen Berufslebens widmete sich Hülsenberg den bisher weitgehend unerschlossenen Arbeiten des Alexander von Humboldt auf den Gebieten Steingut, Porzellan und Glas. Es entstanden in der Reihe „Beiträge zur Alexander-von-Humboldt-Forschung“, herausgegeben von der Berlin-Brandenburgischen Akademie der Wissenschaften, insgesamt drei Buchbände sowie ein viertes Humboldt-Buch im Rahmen der Sächsischen Akademie der Wissenschaften zu Leipzig.
Außerdem veröffentlichte sie in dieser Zeit im Springer-Verlag zwei Bücher zur Mikrostrukturierung von Glas sowie zur Keramik für technische Anwendungen und bearbeitete die Stichworte zu Glas und Keramik im Online-Chemie-Lexikon RÖMPP.
Sie ist Mitglied der Deutschen Keramischen Gesellschaft, der Deutschen Glastechnischen Gesellschaft und der Deutschen Akademie der Technikwissenschaften (acatech).

## Veröffentlichungen (Auswahl)
- Ermittlung einer optimalen Kostenstellen- und Kostenträgeranzahl unter besonderer Berücksichtigung der Fehleraggregation. Deutscher Verlag für Grundstoffindustrie, Leipzig 1972.
- Beziehungen zwischen der Struktur und dem Hochtemperaturdeformationsverhalten von Schamottemodellversätzen. Deutscher Verlag für Grundstoffindustrie, Leipzig 1972.
- Dagmar Hülsenberg, Frieder Hülsenberg: Ökonomischer Vergleich zur Frage der Weiterbearbeitung fehlerhafter Erzeugnisse (Halbfabrikate) sowie guter Produktion, dargestellt am Beispiel der Erzeugnisse der Feinkeramik. Deutscher Verlag für Grundstoffindustrie, Leipzig 1973.
- Dagmar Hülsenberg, Frieder Hülsenberg: Ermittlung und Aussagefähigkeit der Kenngrösse "Produktionskapazität", dargestellt am Beispiel einer Schachtförderanlage. Deutscher Verlag für Grundstoffindustrie, Leipzig 1974.
- Vitrokeramik als Werkstoff in der Elektrotechnik, Elektronik. Vortrag vor der Klasse Werkstoffforschung der Akademie der Wissenschaften der DDR am 11. September 1980. Akademie-Verlag, Berlin 1981.
- 35 Jahre DDR – Was gab mir die Republik? – Was gab ich ihr? (14). In: Neue Hochschule: Organ der Hochschulparteileitung der SED – Technische Hochschule Ilmenau, 27. Jahrg., 1984, Nr. 21, S. 3 (1. Dezember 1984).[6]
- Dagmar Hülsenberg, Horst-Günter Krüger, Wolfgang Steiner: Keramikformgebung. Deutscher Verlag für Grundstoffindustrie, Leipzig 1987, ISBN 978-3-342-00267-3, Nachauflage beim Springer Verlag, Berlin; Heidelberg; New York; London; Paris; Tokyo 1989, ISBN 978-3-540-19076-9.
- Neue Glas- und Keramikwerkstoffe – Werkstoffe der Zukunft. Akademie-Verlag, Berlin 1989, ISBN 978-3-05-500562-6.
- Glas in der Mikrotechnik. Akademie-Verlag, Berlin 1992, ISBN 978-3-05-501516-8.
- Elektrotechnologische Verfahren für Glas und Keramik. Akademie-Verlag, Berlin 1992, ISBN 978-3-05-501623-3.
- Glastechnologien für Recyclingaufgaben. Sächsische Akademie der Wissenschaften zu Leipzig. Hirzel Verlag, Stuttgart; Leipzig 1998, ISBN 978-3-7776-0835-8.
- Homogenisierung von Glasschmelzen unter Nutzung von Lorentzkräften. Hirzel Verlag, Stuttgart; Leipzig 2005, ISBN 978-3-7776-1412-0.
- Dagmar Hülsenberg, Alf Harnisch, Alexander Bismarck: Microstructuring of glasses. Springer, Berlin; Heidelberg; New York 2008, ISBN 978-3-540-26245-9.
- Dagmar Hülsenberg, Ingo Schwarz (Hrsg.): Alexander von Humboldt. Gutachten zur Steingutfertigung in Rheinsberg 1792. Akademie Verlag, Berlin 2012, ISBN 978-3-05-005760-6.
- Keramik – wie ein alter Werkstoff hochmodern wird. Aus der Reihe: Technik im Fokus – Daten.Fakten.Hintergründe. Springer Vieweg 2014, ISBN 978-3-642-53882-7 bzw. DOI:10.1007/978-3-642-53883-4.
- Dagmar Hülsenberg, Ingo Schwarz (Hrsg.): Alexander von Humboldt. Gutachten und Briefe zur Porzellanherstellung 1792 - 1795. Mit einer Studie von Dagmar Hülsenberg. De Gruyter Akademische Forschung, Berlin 2014, ISBN 978-3-05-006386-7.
- Dagmar Hülsenberg, Ingo Schwarz (Hrsg.): Alexander von Humboldt. Gutachten und Briefwechsel zur Glasherstellung 1792 - 1797. Mit einer Studie von Dagmar Hülsenberg. De Gruyter Akademische Forschung, Berlin 2016, ISBN 978-3-11-051668-5.
- Alexander von Humboldts Überlegungen zu speziellen Glaserzeugnissen. Sächsische Akademie der Wissenschaften zu Leipzig – In Kommission bei S. Hirzel, Stuttgart; Leipzig 2018, ISBN 978-3-7776-2746-5.
- Alexander von Humboldts nahezu unbekannte Einflussnahme auf die Herstellung von Porzellan. Sitzungsberichte der Leibniz-Sozietät der Wissenschaften zu Berlin, Bd. 143, S. 31–61. trafo Wissenschaftsverlag Dr. Wolfgang Weist, Berlin 2020, ISBN 978-3-86464-180-0.
- Vitrokeramischer Werkstoff Lexikon der Technik / hrsg. Bernd Rohr und Herbert Wiele – 3., überarb. Aufl. Leipzig: Bibliographisches Institut, 1986 Verlagslizenz-Nr. 433-130/203/86 Fotovitrokeramik → Vitrokeramik S. 207/607